# لاین (شهر)
ذا لاین (عربی: ذا لاین) شهر خطی هوشمند پیشنهادی در عربستان سعودی در نئوم، تبوک است که به گونه‌ای طراحی شده‌است که خودرو، خیابان یا انتشار کربن نداشته باشد. این شهر به طول ۱۷۰ کیلومتر بخشی از پروژه چشم‌انداز ۲۰۳۰ عربستان سعودی است که به ادعای عربستان سعودی ۳۸۰۰۰۰ شغل ایجاد می‌کند و ۴۸ میلیارد دلار به تولید ناخالص داخلی کشور اضافه می‌کند. شهر لاین اولین توسعه در نئوم شهری با بودجه ۵۰۰ میلیارد دلاری خواهد بود. در برنامه‌های این شهر جمعیتی بالغ بر ۹ میلیون نفر پیش‌بینی شده‌است.
از اکتبر ۲۰۲۲، کار حفاری در طول کل پروژه آغاز شد. شرکت‌های پیشرفته مهندسی در سطح جهانی، پروژه «لاین» را اجرا خواهند کرد که تحولی جهانی است که دنیا تاکنون شاهد آن نبوده‌است.

## طرح پیشنهادی
پس از تکمیل، لاین ۱۷۰ کیلومتر (۱۱۰ مایل) طول خواهد داشت و ۹۵ درصد از طبیعت درون نئوم را حفظ خواهد کرد. برنامه‌ریزی شده‌است که این شهر نه میلیون نفر جمعیت داشته باشد که در نتیجه تراکم جمعیت ۲۶۰۰۰۰ نفر در هر کیلومتر مربع است. در مقایسه، مانیل در سال ۲۰۱۹ با تراکم ۴۴۰۰۰ در کیلومتر مربع، پرجمعیت‌ترین شهر جهان بود. پلان لاین شامل دو ساختمان آینه ای با فضای بیرونی در بین آن‌ها به عرض کلی ۲۰۰ متر (۶۶۰ فوت) و ارتفاع کل ۵۰۰ متر (۱٬۶۰۰ فوت) است. تمامی خدمات روزانه به گونه ای طراحی شده‌اند که با ۵ دقیقه پیاده‌روی قابل دسترسی هستند.

## تاریخچه
طرح شهر لاین در ۱۰ ژانویه ۲۰۲۱ توسط شاهزاده محمد بن سلمان ولیعهد عربستان در ارائه ای که از تلویزیون دولتی پخش شد اعلام شد. عملیات خاکبرداری اولیه در اکتبر ۲۰۲۱ آغاز شد، در آن زمان انتظار می‌رفت اولین ساکنان آن در طول سال ۲۰۲۴ به آنجا نقل مکان کنند. تا تاریخ ژوئیه ۲۰۲۲، فاز اول این پروژه قرار است در سال ۲۰۳۰ تکمیل شود.
محمد بن سلمان، همچنین رئیس هیئت مدیره NEOM، بیانیه و ویدئوی تبلیغاتی را در ۲۵ ژوئیه ۲۰۲۲ منتشر کرد که منجر به پوشش رسانه ای گسترده‌تری از این پروژه شد. این پروژه همچنین سوالاتی را در مورد شایستگی‌های طراحی و مسائل زیست‌محیطی ایجاد کرد، و منتقدان نگران این بودند که این پروژه یک مرکز «دیستوپیایی» و «مصنوعی» ایجاد کند که قبلاً قبیله بومی هویتات را جابجا کرده‌است و بر مهاجرت پرندگان و حیات وحش تأثیر می‌گذارد.

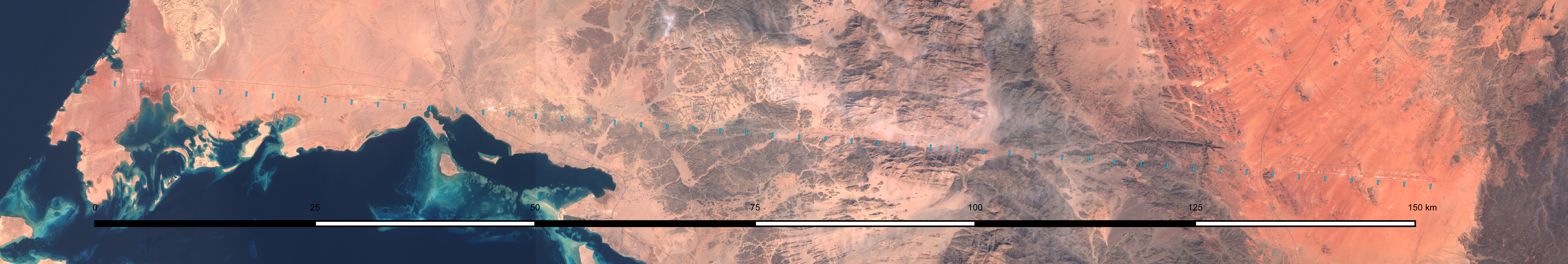
پیشرفت حفاری شهر لاین، اکتبر ۲۰۲۲

## نقدها
با توجه به مصاحبه با دزین، استادیار مارشال براون در دانشگاه پرینستون بر این باور است که چنین برنامه‌ریزی شهری در مقیاس بزرگ مانند لاین، و شرایط مورد نیاز برای دستیابی به زیبایی‌شناسی روان آینده نگر در هنر مفهومی، برای دستیابی به تعداد زیاد بسیار غیر عملی است. پروژه‌های شهری خطی محقق نشده، مانند طراحی ۱۸۸۲ توسط Soria و طرح ۱۹۶۵ برای استقرار خطی در نیوجرسی با این طرح مقایسه شده‌اند.